# Una ragazza a due posti
Una ragazza a due posti (Les gourmandines) è un film del 1973 diretto da Guy Pérol.

## Trama
François, vive in un appartamento a Parigi. La sua caratteristica principale è l'ordine maniacale e quando non lavora, nel suo tempo libero, l'unico suo svago è il suo letto rotondo che gira su se stesso.

## Distribuzione
Il film venne distribuito in Francia nel dicembre del 1973.
In Italia il lungometraggio ottenne il nulla osta con il divieto per i minori di 18 anni nel settembre del 1976 e fu distribuito nelle sale a partire dal giugno del 1977.
In Spagna venne distribuito nelle sale nel 1981 con il titolo Las glotonas. Il titolo scelto per il Regno Unito fu Three into Sex Won't Go.